# Jordan Mancino
Jordan Mancino es un baterista Estadounidense nacido en Escondido, California. Mancino ha formado parte de numerosas bandas, tanto como miembro oficial del grupo o como componente para algunos conciertos, incluyendo As I Lay Dying, Killswitch Engage, y Wovenwar. Mancino, como el resto de la banda de As I Lay Dying ha declarado que la música que hace el grupo trata sobre temas cristianos, pero no está únicamente dirigida a personas de creencias cristianas.

## Biografía
Jordan Mancino comenzó su carrera musical como miembro de la banda Edge of Morality, con los que dio varios conciertos junto a Born Bling y Cast in Stone. Más tarde, se reencontró con su viejo amigo Tim Lambesis, con el que formaría parte de Point of Recognition. Después de un tiempo , los dos amigos abandonarían la banda para formar  As I Lay Dying.Ambos fueron los fundadores de As I Lay Dying, con la que grabaron 6 discos, así como una gran cantidad de covers de canciones de otros grupos. En 2009, Mancino se unió a Souls of We después de que As I Lay Dying se desmoronase debido a la acusación y posterior encarcelación de Tim Lambesis por intentar asesinar a su esposa. Después de un tiempo, Mancino, junto con  los  guitarristas Phil Sgrosso y Nick Hipa,  el  bajista Josh Gilbert (todos ellos antiguos componentes de As I Lay Dying ) y Shane Blay (guitarra y cantante del grupo Oh, Sleeper) formaron una nueva banda llamada Wovenwar. Junto a esta, ha grabado dos álbumes, Wovenwar (2014) y Honor is Dead (2016).  Hoy en día Mancino está sustituyendo al batería de Unearth Nick Pierce. Jordan fue el único miembro que no abandono As I Lay Dying en su pausa indefinida por el ingreso en prisión de Tim Lambesis, siendo Jordan y Tim los únicos dos miembros en no dejar As I Lay Dying tras su pausa.

## Bandas
- Wovenwar (2013 – presente)
- Souls of We (2009 – presente)
- Killswitch Engage (2013)
- Unearth (2016 – presente)
- As I Lay Dying (2000 – presente)
- Point of Recognition (2001–2002)
- Edge of Mortality (1998-2001)
- One Foot Forward (2001)
- Sworn Enemy (2007-2008)
- Thieves & Liars (2001-2003)

## Discografía

### As I Lay Dying
- Beneath the Encasing of Ashes (2001)
- Frail Words Collapse (2003)
- Shadows Are Security (2005)
- A Long March: The First Recordings (recopilación, 2006)
- An Ocean Between Us (2007)
- The Powerless Rise (2010)
- Decas (recopilación, 2011)
- Awakened (2012)

### Wovenwar
- Wovenwar (2014)
- Honor Is Dead (2016)

### Sworn Enemy
- Maniacal (2008)